# Pyrausta pavidalis
Pyrausta pavidalis is een vlinder van de familie van de grasmotten (Crambidae). De wetenschappelijke naam van deze soort is voor het eerst voorgesteld door Hans Zerny in een publicatie uit 1935.

## Verspreiding
De soort komt voor op de Krim en in het Aziatische deel van Turkije.

## Biologie
De rups leeft op Salvia scabiosifolia. De verpopping vindt ondergronds plaats in een cocon.

## Ondersoorten
- Pyrausta pavidalis pavidalis Zerny, 1935
- Pyrausta pavidalis krimensis Martin & Budashkin, 1992 (de Krim)